# سیارک ۳۱۶
سیارک ۳۱۶ (به انگلیسی: 316 Goberta) سیصد و شانزدهمین سیارک کشف شده‌است که در ۸ سپتامبر ۱۸۹۱ و در نیس کشف شد.
قدر مطلق سیارک برابر ۹٫۸۰ است.